# Fântâna Modura

Fântâna Modura, în anii '40

Fântâna Modurei - Parcul Herăstrău București - reconstituire de Ionel Stoicescu (2006) după fotografii reprezentând originalul lui Constantin Baraschi (1939)

Fântâna Modura a fost un monument realizat de sculptorul Constantin Baraschi, inaugurat în 1939 pe "Aleea Restaurației" din Parcul Național Regele Carol al II-lea (în prezent Parcul Herăstrău), cu ocazia expoziției „Luna Bucureștilor”. Se prezintă sub forma unui bazin din piatră, placat cu ceramică, în centrul căruia se află statuia din bronz a Modurei, o fată îmbrăcată în costum popular, care poartă pe umăr un ulcior

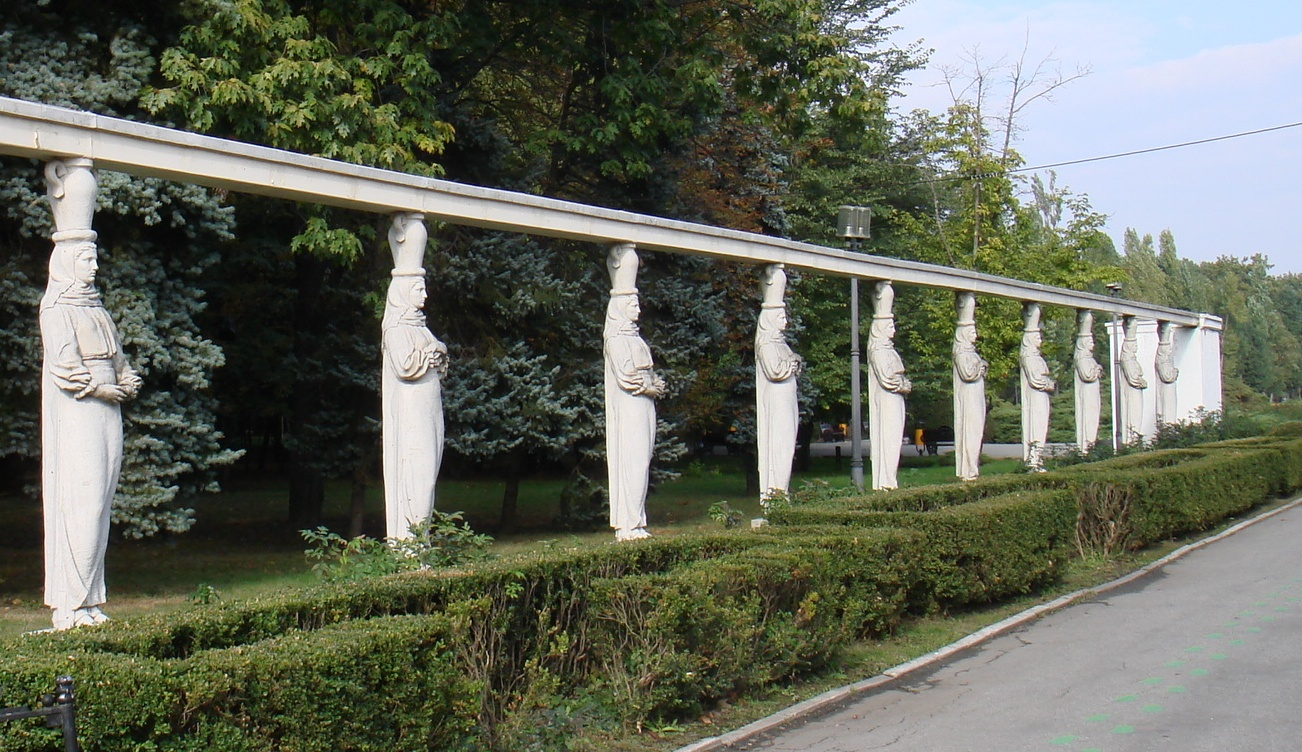
Aleea Cariatidelor reconstituită

Aleea Restaurației, care ducea spre fântână, a fost flancată de 20 statui din piatră artificială, amplasate câte 10 pe fiecare parte a aleii, fiecare grup fiind unit printr-o arhitravă. Cariatidele reprezintă țărănci din Muscel și Mehedinți, cu ulcioare pe cap, diferențiate după poziția mâinilor. Pe cele 2 pile de zidărie din partea sudică a ansamblului sunt plasate 2 steme, realizate în bronz, ale Municipiului București- cea de la 1879 (stânga) și cea actuală (dreapta), motiv pentru care acum aceasta poartă numele de „Aleea Cariatidelor”.
În prezent, la capătul dinspre Piața Charles de Gaulle a Aleii Cariatidelor, pe același ax cu Fântâna Modura, dar cu spatele către aceasta, se află statuia lui Charles de Gaulle, inaugurată în 2006.

## Circumstanțe istorice
La 6 iunie 1930, în urma pierderii unuia din rezervoare, avionul cu care viitorul rege Carol II venea spre București de la München via Viena, a rămas în pană de carburant și a aterizat în marginea satului Vadu Crișului, din Bihor. O fată i-a dat regelui să bea apa din ulciorul de lut. Ea a fost dusă la București, și a făcut parte din suita regală, fiind și model pentru una din bancnotele din acea perioadă. La 8 iunie 1940 cu ocazia aniversării a 10 ani de la revenirea în România, Regele Carol al II-lea a emis o monedă de aur de 42 g, cu diametrul de 41 mm care o reprezinta pe fata care a adus apă regelui la 6 iunie 1930 la Vadu Crișului. Numele de familie al fetei era Mudura , dar în București ea a apărut cu numele de Modura. O statuie a fetei cu ulciorul cu apă (statuia Modurei) a fost amplasată în centrul fântânii Modura.

## Distrugerea monumentului
Pentru a face loc statuii lui Stalin, care a străjuit între 1951 și 1962 intrarea în Parcul Național Regele Carol al II-lea, rebotezat între timp „Parcul de cultură și odihnă «I.V. Stalin»“ din raionul I.V. Stalin, ansamblul Fântâna Modura a fost demolat. Mulți ani nu s-a mai știut nimic despre statuile originale.

## Refacerea monumentului
Grupul statuar care se află acum la intrarea în parcul Herăstrău este o reconstituire realizată de sculptorul Ionel Stoicescu în anul 2005, pe baza fragmentelor păstrate de scriitorul Paul Everac, a fotografiilor de epocă și a unei cariatide originale găsite în cimitirul Bellu , inaugurată în 2006.
La momentul refacerii fântânii, statuia originală a Modurei era încă considerată pierdută. Abia după instalarea în parc a reconstituirii pe baza fotografiilor de epocă, a fost descoperit în Cimitirul Bellu și originalul, de către Dan Ghelase, Președintele Asociației pentru promovarea artei și culturii tradiționale și de arhitectul Lucian Mihăescu.

## Gura lumii
În limbaj colocvial, Fântâna Modura, loc de întâlnire a tinerilor, este cunoscută și drept La Oală, în timp ce statuia lui Charles de Gaulle, aflată la celălalt capăt al Aleii Cariatidelor,  este „alintată” Ospătarul, datorită piesei textile nedefinite, amintind de un șervet, care atârnă pe brațul său drept.